# Garash
Le garash est un type de gâteau au chocolat très populaire dans la cuisine bulgare. Le nom vient de son inventeur - Kosta Garash. Dans son pays d'origine - la Bulgarie, on la trouve couramment dans les boulangeries et les restaurants. Ces dernières années, elle est devenue populaire dans les restaurants occidentaux en raison de son goût délicat. Elle est considérée comme la version bulgare de la Sachertorte, faite d'œufs, de noix et de chocolat,.